# Sörljusne
Sörljusne är en ort i Söderala socken i Söderhamns kommun, Gävleborgs län belägen väster om Ljusne. Sörljusne klassades till och med 2000 som en småort. 